# Simone Rinalducci
Bl. Simone Rinalducci ili Šimun Todijski, talijanski augustinski redovnik, profesor, propovjednik i blaženik Rimokatoličke Crkve. Spomendan mu je 20. travnja.
Rođen je oko 1260. u Todiju, u središnjoj Italiji. God. 1280. stupa u augustinski red i studira bogoslovlje. Istaknuvši se s nekoliko teoloških rasprava, djelovao je kao profesor (lektor) i poglavar (prior) nekoliko samostana Umbrijske pokrajine, čijim je bio i provincijalom. Najpoznatiji ostaje po svojem propovjedničkom radu i evangelizaciji duž Italije.
Na zasjedanju opće skupštine augustinskog reda 1318., neopravdano je optužen za ozbiljne prekršaje i propuste, iako nije prisustvovao zasjedanju. Kasnije su se te optužbe pokazale lažnima.
Nakon toga postavljen je za propovjednika u Bologni, gdje je i pokopan u samostanu sv. Jakova Velikoga, gdje se i danas čuvaju njegove relikvije. Za života je bio na glasu kao čudotvorac.